# 趙子龍祠墓
| 趙子龍祠墓（趙雲墓） | 趙子龍祠墓（趙雲墓）             |
| -------------------- | -------------------------------- |
| 画像なし             |                                  |
| 基本情報             |                                  |
| 位置                 | 四川省成都市大邑県銀屛山下       |
| 建立                 | 明代（1368年～1644年）中期頃     |
| 備考                 | 調整中（2025年末に一般開放予定） |

趙子龍祠墓（ちょうしりゅうしぼ）は、中華人民共和国四川省成都市大邑県銀屛山下に位置する、三国時代の蜀漢の将軍・趙雲（ちょう うん）が埋葬されているとされる墓。
趙雲が晩年にこの地に駐屯し、四川の異民族である青羌（羌族）の反乱を鎮圧したという伝承および関連遺跡が残されており（→｢#大邑の伝承｣節を参照）、中国国内に複数存在する趙雲の墓の中で、中国学会に広く認められている唯一の墓である。
戦乱や文化大革命、自然災害により興廃を繰り返したが、政府主導により2023年から修復作業が開始され、2024年8月に完工。2025年末に一般開放が予定されている。1996年、省級文物保護単位指定。
他の趙雲墓（南陽・臨城）についても、この項目で扱う。

## 歴史と沿革

### 明代・墓祠の登場

成都市の「成都県級行政区画図」。大邑（左：青）は成都の西側に位置する。

最古の記録は、明末の曹学佺が記した『蜀中広記』巻十三において「『本志』に曰く、静恵山、一名東山（略）」に趙雲の墓があると記されている。
『本志』が何を差すのか、大邑地元学者の衛復華の説では、明版の『大邑県志』を指すと考えられており、また、楊慎が編纂した『邛州志』にも、当時大邑県が邛州に属していたことから、大邑県に関する記述、ひいては趙雲墓に関する当時の状況についての詳細が含まれていたと推測される。しかし、これらの貴重な史料は戦乱や流賊（諸地方を渡り歩く盗賊）による破壊によって失われ、清代には現存していない。他の現存する史料では『大明一統志』に南陽の趙雲墓（後述）が記されているが、大邑の名はない。よって、明代中期以降に初めて大邑の趙雲墓と廟が発見された、あるいはこの時期に作り出されたと考えられる。
墓の前に建てられた子龍廟は三つの大きな殿堂からなり、廟内には趙雲とその息子の趙統・趙広の像が安置されていた。しかし明末の戦争で破壊されている。

### 清代・山名の変遷
清代康熙4年（1665年）、知県の李徳耀が趙雲墓のために子龍廟と碑を建て、その後も同治（1862年 - 1874年）にかけて改修・拡張工事が数回行われ、光緒17年（1891年）5月には文荘公が奏請して趙雲が祀典に列せられ、以降、該当の地方官が春秋に祭祀を執り行っている。毎年春になると子龍廟の近くで盛大な廟会が開かれ、趙雲に対する敬意を表し、近くの町村から商人や住民が集い、廟外には屋台が立ち並んで歌や踊りが披露されるなど、大変賑やかだったとある。
このように、清代以降、官民双方が大邑の趙雲墓を重視しており、学者らも大邑趙雲墓を真の趙雲の墓と認めていた。
清代に入ってからの文献・史料では「大邑に趙雲墓がある」以外に、墓の場所として初めて『銀屛山』（ぎんぺい・ぎんへいざん）の名が確認される。元末から明初頃に成立した小説『三国志演義』の中では、趙雲が葬られた墓の場所として『錦屛山』（きんぺい・きんへいざん）の名が記されるが、しかし大邑のいかなる志書にも「錦」屛山の名は見当たらないことから、銀屛山の名称は、『演義』の錦屛山と結びつけて清代に名付けられたと推測される。
『演義』の作者である羅貫中が何らかの史料を元に名付けた可能性もあるが、『演義』内において錦屛山は「趙雲の墓」の場所以外にも物語中、2度登場し、この錦屛山は蜀の人物や政権などの死と滅亡に結びつけて使われており、羅貫中の創作あるいは当時の民間伝承に基づいて創作した可能性もある。
そのほか、明代以前の地理書では、南宋の『方輿勝覧』（ほうよしょうらん）にのみ、淮西路の無為軍（現在の安徽省無為市）に「山の形によって名付けられた」という『銀瓶山』という名の山があったことが記されており、これらの情報から、清代には「明代以来、趙雲の墓と廟がこの地にあるという言い伝えがある」、「民間伝承や『三國志演義』の説と合致する」、「東山・静恵山一帯の山の形が銀色の屏風に似ている」ことを結び付けて『銀屛山』と呼ぶようになり、史料の記載については、南宋以降は『静恵山』と呼ばれ、明代には趙雲墓と廟が「静恵山下」に位置づけられていたのが、清代初期に静恵山や東山などの山々から独立して『銀屛山』という名称を持つようになり、趙雲の墓と廟もこの時に銀屛山に位置づけられるようになったと推測される。

### 現代・興廃と再興
1930年には大邑県長・解汝襄が県民と一緒に子龍廟を拡張し、前殿、本殿、拝殿などからなる壮観な建造物になった。
しかし、その後は文化大革命で破壊され、廟は一時、学校として利用された。改革開放政策が始まると、学校を移転させ、文化財保護部門は大規模な人員・物資を投入し、趙雲墓の修復を開始する。2011年の墓の修復の際に、誤って墓道を掘り当ててしまったが、最終的に採掘を中止し、現状のまま保存する決定が下されている。その後は四川地震で工事が中断されていたが、2023年3月より政府により修復作業が進められ、2024年8月完工、2025年末に一般開放が予定されている。
1961年、県級文物保護単位指定、1985年、市級文物保護単位指定、1996年、省級文物保護単位指定、2005年には『大邑趙子龍文化研究会』が成立、趙雲廟がある趙雲の故郷・河北省正定県『河北省趙子龍文化研究会』、台湾の趙雲を祀る『佳里子龍廟永昌宮』と積極的な交流が行われている。

## 主な特色
平原と山地が交わり、土地が肥沃で風光明媚な場所に建つ。墓は山に寄り添うように建てられており、小さな丘のような形をしている。墓の前には落ち着いた雰囲気の木造の四角い庭があり、その中央には清の康熙年間（1662年 - 1722年）に建てられた墓碑が立ち、「漢順平侯趙雲墓」と篆書体で大きな文字が刻まれている。子龍廟には、この地方独特の雰囲気が漂う六角形の亭が建てられ、因山閣、蓮池、廊橋亭、小滄州、本殿、左右の配殿などの庭園建築と調和している。

## 大邑の伝承
趙雲が晩年、羌族（チベット系の異民族。四川にいた羌族は、服飾に青色を好んで用いたことから青羌（せいきょう）と呼ばれる）の反乱を鎮圧するため、この地に駐屯したという逸話が大邑に伝わっており、墓のほかにも趙雲にまつわる地元民による口伝が多数存在している（「子龍文化」と呼ばれる）。静恵山には趙雲が土城や羌族を監視するための「望羌台」、侵入を防いだとされる「防羌台」、「平雲亭」などの遺跡があり、専門家の考証によると、三国時代の大邑は蜀漢西の要衝として重要な役割を担っていたとされる。

趙雲が大邑に葬られた理由は、明清時代の地方志に、わずかに言及されている。
現在、静恵山公園 には復元された「望羌台」、趙雲を祀る「子龍祠」、「漢順平侯趙公子龍神位」の石碑、「平雲亭」、石像などが展示されている。

## 墓の真実性
清代以降、現代の学者も「趙雲墓は大邑にある」という見解を支持している。衛復生は「出生地または生前功績のあった地に賜葬」するのが蜀漢の葬制の原則であることから、次節の南陽にある趙雲墓の真実性を否定している。

## 他の趙雲墓
大邑趙雲墓のほかに、以下の趙雲墓が存在する。

### 南陽趙雲墓

河南省の位置現在の南陽市の地図

南陽県（現河南省南陽市：三国時代の蜀の丞相・諸葛亮隠遁の地とされる臥龍崗などがある場所で知られる）にかつて存在した趙雲墓。衣冠塚（死者の衣冠を埋めた塚）と考えられる。
現存する最古の文献記録は、明代『大明一統志』（1461年）に、「南陽県の南三十里」に所在すると明確に記される。しかし清代の学者・趙一清が『三国志注補』に引用した『城冢記』には「南十五里」とあり、記述には乖離が見られる。
『城冢記』は同名の書物が二つ存在するが、成立時期から唐の皇甫鑒が撰したとされる『古城冢記』の可能性が高く、北宋の『太平寰宇記』に同書が頻繁に引用されている。しかし現行の『太平寰宇記』には南陽趙雲墓の記録が存在せず、趙一清が参照した版は不明。皇甫鑒という人物についても史料が少なく詳細不明である。『城冢記』が後世の偽作ではないと仮定すると、南陽趙雲墓は唐代よりも早期に存在し、記録されていた可能性も考えられる。しかし、明・清代の地方志は『大明一統志』を基準としており、『城冢記』は当時すでに散逸したか、断片しか残らなかったために言及されなくなったと推測される。
嘉慶14年（1809年）『（康熙）南陽県志』には祠廟に関する記述が初めて現れ、趙雲墓の近傍に存在したことが示唆される。同年に建立された『重修子龍祠碑記』の拓本には、趙雲の墓と祠が共に南陽県南の中雷鎮周辺に位置し、老朽化した子龍祠（趙雲廟）を再建、地元住民や知識人が趙雲の忠義を崇拝し、教化の場として機能していたとある。しかし南陽趙雲墓および祠に対し、当時の地方官僚や文人は関心を示すことはなく、修復の記録もほとんどない。また、『（康熙）南陽県志』の記述から、祠の創建は少なくとも明代まで遡る可能性があるが、当時の祠の関係者はみな、この祠がいつ建立されたのか知らなかったことが碑文から読み取れる。
また、清代には南陽趙雲墓が趙雲の埋葬地ではないという認識が広まり始め、趙一清は「子龍は蜀で卒し、南陽に葬られることはなかった」と明言し、『城冢記』の記述にも疑義を呈した。張嘉謀も、「雲の葬地は史に明らかな証拠なし」と述べ、既存の文献記録を史実の証拠とは見なさず、墓の真実性そのものにも疑問を投げかけた。清代以降の学者の議論、地方官僚や文人の低関心、大邑の趙雲墓祠が清代以降、官民双方から高評価と重視を受けるなど、多様な要因が複合的に作用して南陽趙雲墓は徐々に歴史の中に埋もれていった。

### 臨城趙雲墓

河北省の位置邢台市の位置

河南省の北に隣接する河北省邢台市臨城県に位置する、もっとも発見が新しい墓。
2005年5月19日、臨城県麒麟崗から光緒・戊戌（24年：1898年）の『漢順平侯趙雲故里』碑が発見され、2009年に河北省政府によって無形文化遺産リストに含まれた。 この臨城県の動きは正定県との趙雲の故郷をめぐる論争と対立を引き起こし、学界でも議論を巻き起こした。地元の伝説によれば、臨城県には3つの趙雲故里の碑があったとされる。

墓は1982年に臨城県文化管理局が行った文化財調査の際、臨城県澄底村の西1.3キロで発見されている。民間伝承によると、趙姓の人々がこの墓前で千年以上にわたって春と秋に祭祀を行ったというが、墓石や記念碑はなく、廟も建っていない。 以下はその理由とされる。
しかし、大邑趙雲墓や南陽趙雲墓が明代に遡る『大明一統志』や、現地の年代記に記録されているのに対し、臨城趙雲墓は年代記や歴史書には見つかっていない。そのため、研究者らは趙雲の墓である可能性は低いとみている。

### その他の墓
大邑の東門紅光地区にある兔児墩には「趙雲夫婦の合葬墓」という伝承があり、左右二つの小さな土盛りは趙雲の目と言い伝えられていた。2007年9月～11月にかけて発掘調査が行われ、前漢の土坑墓2基と後漢のレンガ積みの墓4基が出土したが、出土品から趙雲夫婦の合葬墓ではないことが確認された。このような伝承が大邑には複数存在しており、これらは現存する大邑趙雲墓の真偽を疑い、趙雲は大邑の他の場所に葬られたと主張する者もいるが、議論の余地がある証拠を提示することはできておらず、根拠のほとんどが地元の口伝に拠っている。

## 民間伝承
- 南陽趙雲墓の伝説： 南陽趙雲墓に関する伝承。清の順治帝が自身を劉備の生まれ変わりとし、夢の中に現れた関羽のお告げを聴いて、南陽にいるとする趙雲の生まれ変わりを知県に探させる。趙走軍という農民の男が誤って怪我を負わせてしまった罪で役所に送られてくると、知県は彼の容貌が趙雲によく似た特徴を持ち、「走軍」という名前を組み合わせると「運」になることから（「雲」と音韻が似ている）、趙雲の生まれ変わりだと喜び、都へ連れていこうとする。事情を知らない趙走軍は処刑されると勘違いし、その夜に首を吊ってしまう。皇帝は涙を流して王侯の扱いで彼を南陽に葬らせ、これが南陽の趙雲墓になった、という内容[37][25]。 この物語は南陽趙雲墓が真実の墓ではないことを直接的に説明し、皇帝が迷信を利用して民衆を統制し、無関係の農民が悲劇に見舞われるという結末には反封建主義・民主主義的思想が、京劇などの戯曲、漢字の音韻遊び、といった近代要素が盛り込まれている[7]。